# Биттрофф, Александр
Александр Биттрофф (нем. Alexander Bittroff; родился 19 сентября 1988 года, Лауххаммер, ГДР) — немецкий футболист, защитник клуба «Магдебург».

## Карьера
Свою карьеру начал в Зенфтенберге. Является воспитанником «Энерги».

### Энерги

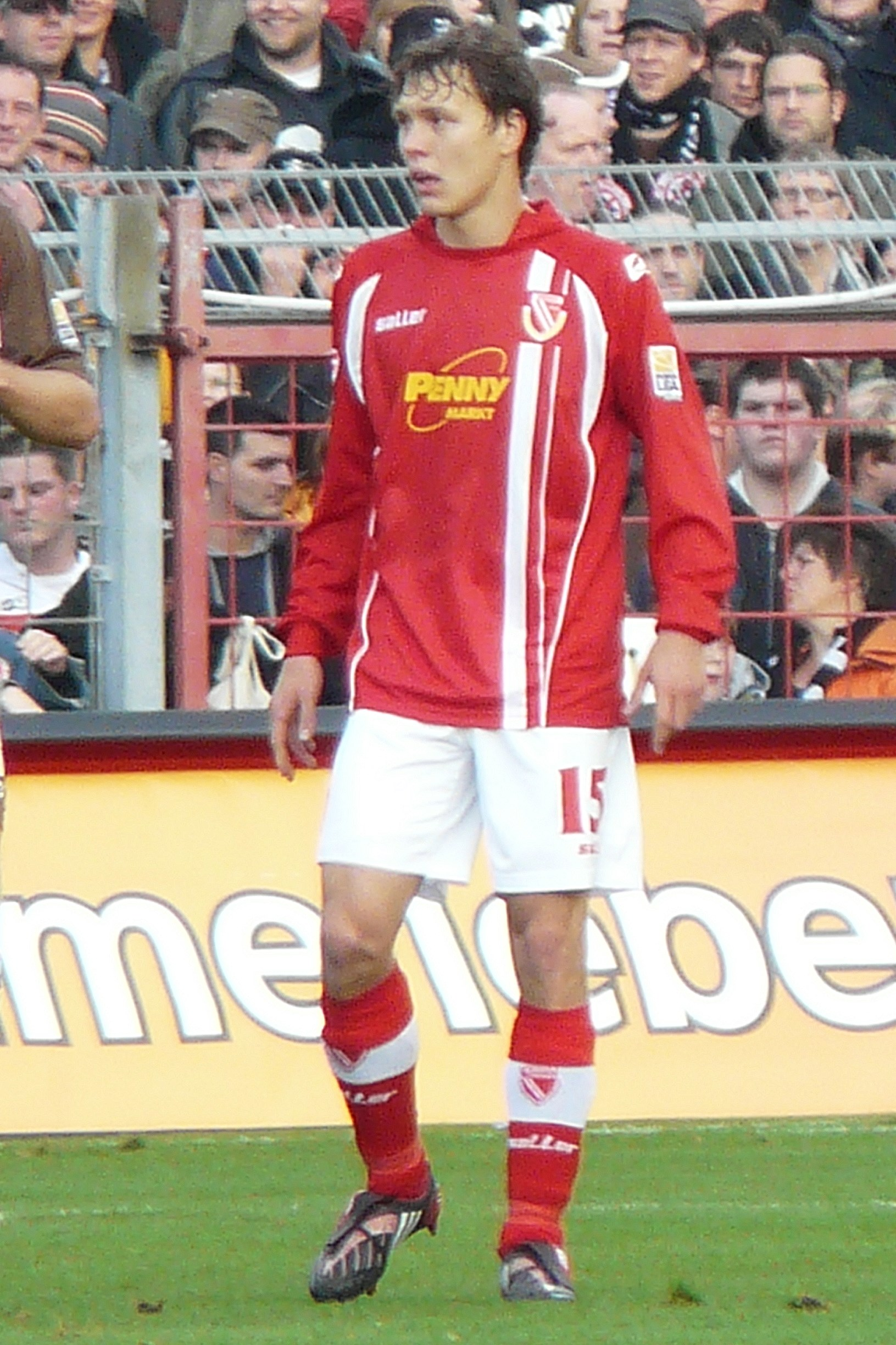
Александр Биттрофф в Энерги

За «Энерги II» дебютировал в матче против «Ферля». Свой единственный гол за резервную команду забил в ворота «Магдебурга». За «Энерги» дебютировал в Кубке Германии против всё того же «Магдебурга». Свой первый гол забил в ворота «Аугсбурга», также в этом матче он отдал голевой пас. Из-за перебора жёлтых карточек пропустил матч против «Дуйсбурга», а в матче против футбольного клуба «Гройтер Фюрт» на 14-й минуте получил трещину внутрисуставной связки, из-за чего выбыл на месяц. В матче против «Аугсбурга» получил красную карточку. Участвовал в полуфинале Кубка Германии против «Дуйсбурга», где вышел в старте и был заменён на Рожера Бернарду. Из-за перелома лодыжки и повреждения приводящей мышцы пропустил 81 день. В матче против «Униона» и «Эрцгебирге» получил красную карточку на 37-й и 86-й минуте соответственно. Всего за клуб сыграл 193 матча, где забил 5 мячей, и отдал 12 голевых передач.

### Франкфурт
1 июля 2014 года перешёл в «Франкфурт» из Франкфурта-на-Майне. За клуб дебютировал в матче против «Хайденхайма». Матч против «Эрцгебирге» пропустил из-за перебора жёлтых карточек. В матче против «Карлсруэ» получил красную карточку и был дисквалифицирован аж на три матча. Всего за клуб сыграл 37 матчей, где отдал 2 голевые передачи.

### Кемницер
26 января 2016 года перешёл в «Кемницер». За клуб дебютировал в матче против футбольного клуба «Хольштайн». Свой единственный гол за «Кемницер» забил в 1/8 финала Кубка Саксонии в ворота «Локомотива» из Цвиккау. В матче против «Пройссен Мюнстера» получил красную карточку. Всего за клуб сыграл в 52 матчах, где забил гол и отдал две голевые передачи.

### Юрдинген 05
1 июля 2017 года перешёл в «Юрдинген 05». За клуб дебютировал в матче против резерва «Кёльна». Свой первый гол забил в ворота футбольного клуба «Вегберг-Бек». Из-за перебора жёлтых карточек пропустил матч против футбольного клуба «Рот-Вайсс Оберхаузен». Из-за разрыва синдесмоза, дефицита тренировочной практики и повреждения мышечного волокна пропустил 139 дней. Всего за клуб сыграл 80 матчей, где забил 3 мяча и отдал 7 голевых передач.

### Магдебург
7 октября 2020 года перешёл в «Магдебург». За клуб дебютировал в матче против «Динамо Дрездена». Из-за ушиба пропустил 9 дней. В матче против «Цвиккау» получил две жёлтые карточки. Свой первый гол забил в позже аннулированном матче против «Тюркгюджю Мюнхен». В матче против «Меппена» оформил дубль. Из-за повреждения мышечного волокна, травмы берцовой кости, мышечных проблем, а также проблем с малоберцовой костью пропустил 110 дней.

## Достижения
«Кемницер»
- Обладатель Кубка Саксонии: 2016/17

«Юрдинген 05»
- Чемпион Региональной лиги «Запад»: 2017/18
- Обладатель Кубка Нижнего Рейна: 2018/19

«Магдебург»
- Чемпион Третьей лиги Германии: 2021/22
- Обладатель Кубка Саксонии-Анхальт: 2020/21, 2021/22